# NGC 1642
NGC 1642 في الفهرس العام الجديد، هي مجرة، تقع في كوكبة الثور (كوكبة). اكتشفت في 29 ديسمبر 1861 بواسطة هاينريش لويس دريست.

## روابط خارجية
- NGC 1642 على موقع ويكي سكاي: DSS2, SDSS, GALEX, IRAS, Hydrogen α, X-Ray, Astrophoto, Sky Map, Articles and images